# 西村山郡
西村山郡（日语：／ Nishimurayama gun */?）是位于山形縣的一郡。現轄有以下4町。
- 朝日町
- 大江町
- 河北町
- 西川町